# Сен-Макс
Сен-Макс (фр. Saint-Max) — коммуна во французском департаменте Мёрт и Мозель, региона Лотарингия. Относится к кантону Сен-Макс.

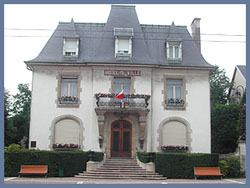
Мэрия

## География
Сен-Макс расположен на северо-востоке Франции, пригород Нанси. Рядом расположены: Нанси, Эссе-ле-Нанси, Томблен, Доммартемон и Мальзевиль. В 1996 году вошёл в межгородское сообщество Большой Нанси.

## Демография
Население коммуны на 2010 год составляло 9930 человек.
| 1962 | 1968   | 1975   | 1982   | 1990   | 1999   | 2010 |
| ---- | ------ | ------ | ------ | ------ | ------ | ---- |
| 8521 | 12 489 | 12 463 | 11 656 | 11 075 | 10 951 | 9930 |